# Karolina Burbon-Sycylijska
Maria Karolina Ferdynanda Luiza Burbon-Sycylijska, Księżna de Berry (1798–1870) – najstarsza córka Franciszka I Burbona, króla Obojga Sycylii i jego pierwszej żony, arcyksiężniczki Marii Klementyny Habsburg.
W 1816 poślubiła bratanka Ludwika XVIII, króla Francji – Karola Ferdynanda, księcia Berry. Para miała dwoje dzieci:
- Ludwikę Marię Teresę (1819–1864), żonę kuzyna Karola III, księcia Parmy,
- Henryka Pogrobowca (1820–1883), pretendenta do tronu Francji, męża Marii Teresy Habsburg-Este.

Karolina była bardzo ważną postacią podczas restauracji Burbonów na tronie po tym, jak jej mąż został zamordowany w 1820. Jej syn – Henryk, hrabia Chambord został nazwany „cudownym dzieckiem”, ponieważ urodził się jako pogrobowiec. Był ostatnim potomkiem Ludwika XIV w prostej linii, a po jego bezdzietnej śmierci główna linia Burbonów wygasła. W swoim zamku w Rosny, Karolina zgromadziła pokaźną bibliotekę, która w całości została sprzedana po 1830. Karolina patronowała artystom np. kompozytorowi Gioacchino Rossiniemu, a po tym jak na dworze zaprezentowali się komedianci z teatru du Gymnase, Karolina sprawowała patronat również nad ich teatrem, który znany był jako théâtre de Madame do 1830.
Podczas pobytu we Włoszech Karolina zainteresowała się sztuką m.in. fotografią. Utrzymywała kontakty z początkującymi fotografami rzymskimi związanymi z Caffè Greco. Kolekcja zdjęć Karoliny obejmowała prace fotografów takich jak: Frédéric Flachéron, Giacomo Caneva, Pompeo Bondini, Eugène Constant, James Anderson, Stefano Lecchi, Vittorio della Rovere, Firmin Eugène Le Dien, Disderi, Joseph Vigier, hrabiego de Vernay, Pascual Pérez, Pierre Émile Pécarrère, Antonio Perini, Domenico Bresolin, Félix Teynard.
W 1824 zmarł Ludwik XVIII, a na tronie zastąpił go teść Karoliny – Karol X. W 1830 Karol X został zmuszony do opuszczenia Francji razem z całą rodziną. Karolina musiała uciec razem z nimi i powróciła do swojej rodziny w Neapolu. Później z pomocą Emmanuela Ludwika Marii de Guignard, wicehrabiego de Saint Priest, próbowała przywrócić władzę głównej linii Burbonów podczas rządów bocznej linii orleańskiej (Ludwik Filip panował w latach 1830–1848). Wywołała powstanie rojalistów w Wandei w 1832, ale poniosło ono klęskę. Karolina została aresztowana i uwięziona w zamku Blaye w listopadzie 1832. Wypuszczono ją w czerwcu 1833 po tym, jak urodziła córkę i wyjawiła, że 14 grudnia 1831 w Rzymie potajemnie poślubiła włoskiego szlachcica – Ettore Lucchesiego-Palli, księcia di Campofranco i księcia della Grazia. Z drugim mężem miała pięcioro dzieci:
- Annę Marię (ur. i zm. 1833),
- Klementynę (1835–1925), żonę hrabiego Camilla Zileri (1830–1896),
- Franciszkę di Paola (1836–1923), żonę księcia Camilla Carla Massimo (1836–1921),
- Izabelę (1838–1873), żonę markiza Massimiliana Cavrianiego (1833–1863), potem hrabiego Giovanniego Battistę di Conti (1838–1903),
- Marię Adinolfo Leopolda Antonia Ettore (1840–1911), księcia della Grazia.

Po skandalu Karolina została uwolniona i skompromitowana udała się do ojczyzny. Potem jeszcze wiele podróżowała i często zmieniała miejsce zamieszkania.

## Trivia
Francuski pisarz Aleksander Dumas (ojciec) napisał dwa opowiadania o Karolinie i jej spiskach.